# Балка (техника)

Статически определимая балка с шарнирным опиранием по концам под равномерно распределённой нагрузкой — такой нагрузкой можно считать и собственный вес балки

Ба́лка — линейный (поскольку длина значительно превосходит по значению и ширину, и высоту) элемент несущих конструкций, с различными условиями опирания и работающий преимущественно на изгиб. Изготавливаются различных сечений: круглая, квадратная (брус), коробчатая балка, трубчатая (если предполагается работа элемента конструкции на косой изгиб), тавровая (Т-образная), двутавровая, швеллер и другие.
На практике, как правило, горизонтально расположенная балка воспринимает вертикальную поперечную весовую нагрузку, но в отдельных случаях необходимо учитывать влияние и вероятных горизонтальных поперечных сил (например, ветровую нагрузку или при учёте возможного землетрясения). Нагруженная балка, в свою очередь, воздействует на опоры, которыми могут являться колонны, подвесы, стены или другие балки (перекладины). Затем нагрузка передаётся далее и в итоге, в большинстве случаев, воспринимается конструктивными элементами, работающими на сжатие, — опорами. Отдельно можно выделить случай ферменной конструкции, в которой стержни покоятся на горизонтальной балке.
Прочностные качества балки зависят от нескольких её характеристик:
- площадь и форма её поперечного сечения;
- длина балки;
- материал балки;
- способ её закрепления (жёсткая заделка или шарнирные опоры).

В современных сооружениях используются, как правило, стальные, железобетонные или деревянные балки. Одним из самых распространённых типов поперечного сечения стальной балки является двутавровое сечение. Двутавровые балки используют при возведении каркасов зданий и мостов. Также применяют тавровые балки, швеллеры, балки с полым профилем (в частности, трубы), балки с угловым профилем сечения.
Стальная балка может быть прокатной или сварной.